# Medvedjev
Medvedjev ali Medvedjeva [medvédjev/medvédjeva] imata več pomenov.

## Osebnosti
Priimek več osebnosti (rusko Медве́дев/Медве́дева; ukrajinsko Медве́дєв/Медве́дєва). Na seznamu ruskih priimkov je Medvedjev po pogostosti na 52. mestu.
- Aleksander Aleksejevič Medvedjev, ruski inženir.
- Aleksander Ivanovič Medvedjev (*1955), ruski poslovnež (Gazprom).
- Aleksander Vladimirovič Medvedjev (*1975), ruski pevec.
- Aleksej Sergejevič Medvedjev (*1977), ruski nogometaš.
- Aleksej Sidorovič Medvedjev (1927—2003), ruski trener, športni delavec in športni sodnik.
- Andrej Medvedjev (*1974), ukrajinski tenisač.
- Armen Nikolajevič Medvedjev (*1938), ruski filmolog, zgodovinar filma in filmski producent.
- Daniil Sergejevič Medvedjev (*1996), ruski teniški igralec
- Danila Andrejevič Medvedjev - Danilo Pereira (*1980), ruski futurolog in politik.
- Dimitrij Aleksandrovič Medvedjev (1918–1992), sovjetski vojaški pilot, generallajtnant letalstva, heroj Sovjetske zveze.
- Dimitrij Aleksandrovič Medvedjev (*1973), ruski igralec.
- Dimitrij Aleksejevič Medvedjev (1748—1823), ruski igralec in podjetnik.
- Dimitrij Anatoljevič Medvedjev (*1965), ruski politik, premier, tretji predsednik Ruske federacije
- Dimitrij Genadjevič Medvedjev (1970—2005), ruski častnik.
- Dimitrij Nikolajevič Medvedjev (1898—1954), ruski častnik in heroj Sovjetske zveze
- Genadij Medvedjev (*1975), ukrajinski nogometaš.
- Grigorij Sergejevič Medvedjev (1904—1938), ruski pisatelj
- Grigorij Ustinovič Medvedjev, ruski pisatelj in publicist
- Ivan Pavlovič Medvedjev (*1935), ruski zgodovinar
- Ivan Rimovič Medvedjev, ruski pravnik
- Jevgenij Medvedjev, ruski pesnik
- Jevgenij Nikolajevič Medvedjev (*1964), ruski politik
- Julij Emanuilovič Medvedjev (*1926), ruski pisatelj in publicist.
- Jurij Germanovič Medvedjev (*1949), ruski poslanec in podjetnik
- Jurij Mihajlovič Medvedjev (*1937), ruski pripovednik, pesnik, kritik, antologist in novinar.
- Jurij Nikolajevič Medvedjev (1920—1991), ruski gledališki in filmski igralec.
- Kiril Medvedjev (*1975), ruski pesnik, prevajalec in kritik.
- Lev Mihajlovič Medvedjev (1864—1904), ruski pesnik in pisatelj.
- Mihail Jefimovič Medvedjev (pravo ime Bernštejn) (1852—1925), ruski operni pevec in pedagog.
- Mihail Jefimovič Medvedjev (1910—1990), ruski gledališki in filmski igralec.
- Nikifor Vasiljevič Medvedjev (1888—1973), ruski vojskovodja.
- Nikolaj Jemeljanovič Medvedjev (1913—1981), ruski vojaški novinar.
- Nikolaj Nikolajevič Medvedjev, ruski ljudski odposlanec.?
- Oleg Anatoljevič Medvedjev, ruski državni upravitelj.?
- Oleg Vsevolodovič Medvedjev (*1966), ruski pesnik, kantavtor, pevec in kitarist.
- Pavel Aleksejevič Medvedjev (*1940), ruski politik.
- Pavel Nikolajevič Medved(j)ev (1891—1938), ruski kritik in literarni zgodovinar (Formalna metoda v literarni vedi: kritični uvod v sociološko poetiko, prevod Marko Kržan, SH, 2022).
- Peter Ivanovič Medvedjev, ruski slikar.
- Peter Mihajlovič Medvedjev (1837—1906), ruski podjetnik, igralec, režiser.
- Roj Aleksandrovič Medvedjev (*1925), ruski zgodovinar in publicist (brat-dvojček Žoresa Medvedjeva)
- Sergej Medvedjev (*1952), ruski pisatelj, pesnik, slikar, geolog in geokemik.
- Sergej Aleksandrovič Medvedjev, ruski ljudski odposlanec?
- Sergej Aleksandrovič Medvedjev (*1966), ruski politični zgodovinar, trenutno profesor v Pragi
- Sergej Jurjevič Medvedjev, heroj Ruske federacije (zakaj?-navesti!).
- Sergej Mihajlovič Medvedjev (*1957), ruski državnik??.
- Sergej Pavlovič Medvedjev (1885—1937), ruski boljševik, kovinar in sindikalist.
- Sergej Sergejevič Medvedjev (1891—1970), ruski fizik in kemik.
- Sergej Vladimirovič Medvedjev (*1982), ruski gledališki igralec.
- Simeon Agafonovič Medvedjev (Silvester) (1641—1691), ruski knjižni konservator, pisatelj in pesnik.
- Svjatoslav Aleksandrovič Medvedjev, ljudski odposlanec.?
- Svjatoslav Vsevolodovič Medvedjev, ruski fiziolog.
- Vadim Aleksandrovič Medvedjev (1929—1988), ruski gledališki in filmski igralec.
- Vadim Andrejevič Medvedjev (*1929), ruski politik in ekonomist
- Valerij Vladimirovič Medvedjev (1923—1997), ruski pisatelj in avtor otroških del.
- Vasilij Medvedjev (18. stoletje) ruski arktični raziskovalec in pomorski častnik.
- Vladimir Petrovič Medvedjev (*1940), ruski umetnik.
- Vladimir Sergejevič Medvedjev (rojen 1948), ruski poslanec.
- Vsevolod Ivanovič Medvedjev (1924—2008), ruski fiziolog.
- Žores Aleksandrovič Medvedjev (1925—2018), ruski biolog, publicist, pisatelj in disident (brat-dvojček Roja Medvedjeva)

ter
- Akelina Dimitrijevna Medvedjeva (Akulina) (1796—1895), ruska gledališka igralka.
- Irina Jakovljevna Medvedjeva (*1949), ruska pisateljica, publicitka, dramaturginja in otroška psihologinja.
- Irina Nikolajevna Medvedjeva-Tomaševska, ruska filologinja.
- Jelena Vladimirovna Medvedjeva (*1971), ruska igralka.
- Jevgenija Vladimirovna Medvedjeva-Arbuzova (*1976), ruska smučarska tekačica
- Jevgenija Armanovna Medvedjeva (*1999), umetnostna drsalka
- Katarina Ivanovna Medvedjeva (*1937), ruska slikarka.
- Natalja Georgijevna Medvedjeva (1958—2003), ruska pesnica, pisateljica, glasbenica in pevka.
- Nadežda Mihajlovna Medvedjeva (1882—1899), ruska igralka.
- Polina Vladimirovna Medvedjeva (*1960), ruska igralka.
- Svetlana Vladimirovna Medvedjeva (rojena Linnik) (*1965), soproga Dimitrija Anatoljeviča Medvedjeva.

## Drugo
- Medvedev-Sponheuer-Karnikova lestvica, potresna lestvica.